# Like yesterdays
Like yesterdays är Attentats femte sjutumssingel och första gången de släppt en egen låt på engelska. Detta inför en planerad turné i England som ställdes in.   
Like yesterdays lanserades som avskedssingel i samband med en avskedsturné i Sverige i början av 1986.  
Medverkar gör Mats Jönsson, Magnus Rydman, Cristian Odin, Peter Björklund och Jörgen Säve-Söderberg. På ”I love you love me love” spelar Olle Nicklasson och Salomon Helperin blåsinstrument.   